# 奈々澤メイミ
奈々澤 メイミ（ななさわ めいみ 1991年（平成3年）3月8日 - ）は、神奈川県出身の日本のモデル。本名は長澤 芽美（ながさわ めいみ）。ウイントアーツに所属。
2010年11月に芸名でモデルデビュー後、2012年1月に本名に改名している。

## 略歴
- 田園調布雙葉小学校・中学校・高等学校卒業。立教大学経営学部在学中。
- 2012年度 ミス日本ファイナリストに選出。
- 2011年度 Miss　of　Miss　CampusQueen　Contest準グランプリ
- 2011年度 ミス立教に選出。

## 出演作品

### CM
- TBCグループ株式会社「TBCエステチケット」『風』篇、『雨』篇（2011年6月）
- TBCグループ株式会社「TBCエステチケット」『空』篇（2011年8月）

### 広告
- 振袖いちばん館とみひろ／イメージモデル・Web
- NTT docomo スマートフォン（LG Optimus bright L-07C）／カタログ・Web
- AGFブレンディ スティックコーヒー／スチール
- 常盤薬品工業「ハダノミーコラーゲン」／スチール・Web・VP
- 日経BP社「日経パソコン」／イメージモデル・日本経済新聞 朝刊広告・日経パソコン誌・DM・Web

### 雑誌
- 「25ansウエディング ヘア＆ビューティ Vol.9」／アシェット婦人画報社
- 「CM　NOW　Vol.152」／玄光社
- 「フォトテクニックデジタル」2011年11月号　No.46／玄光社

### カタログ
- 「クロスタイル」エステティックTBC会報誌